# Tectaria gemmifera
Tectaria gemmifera là một loài thực vật có mạch trong họ Dryopteridaceae. Loài này được (Fée) Alston miêu tả khoa học đầu tiên năm 1939.

## Hình ảnh

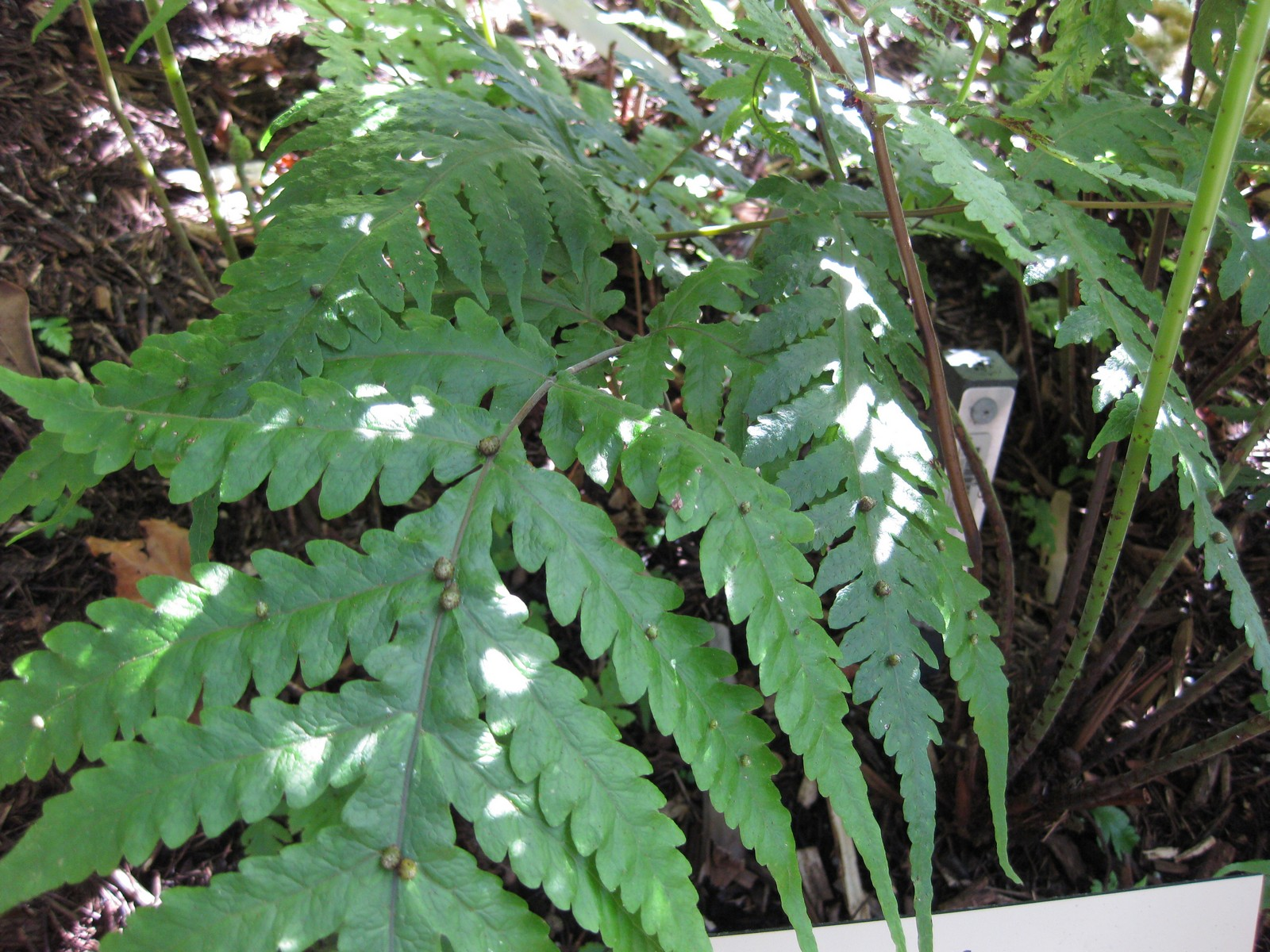
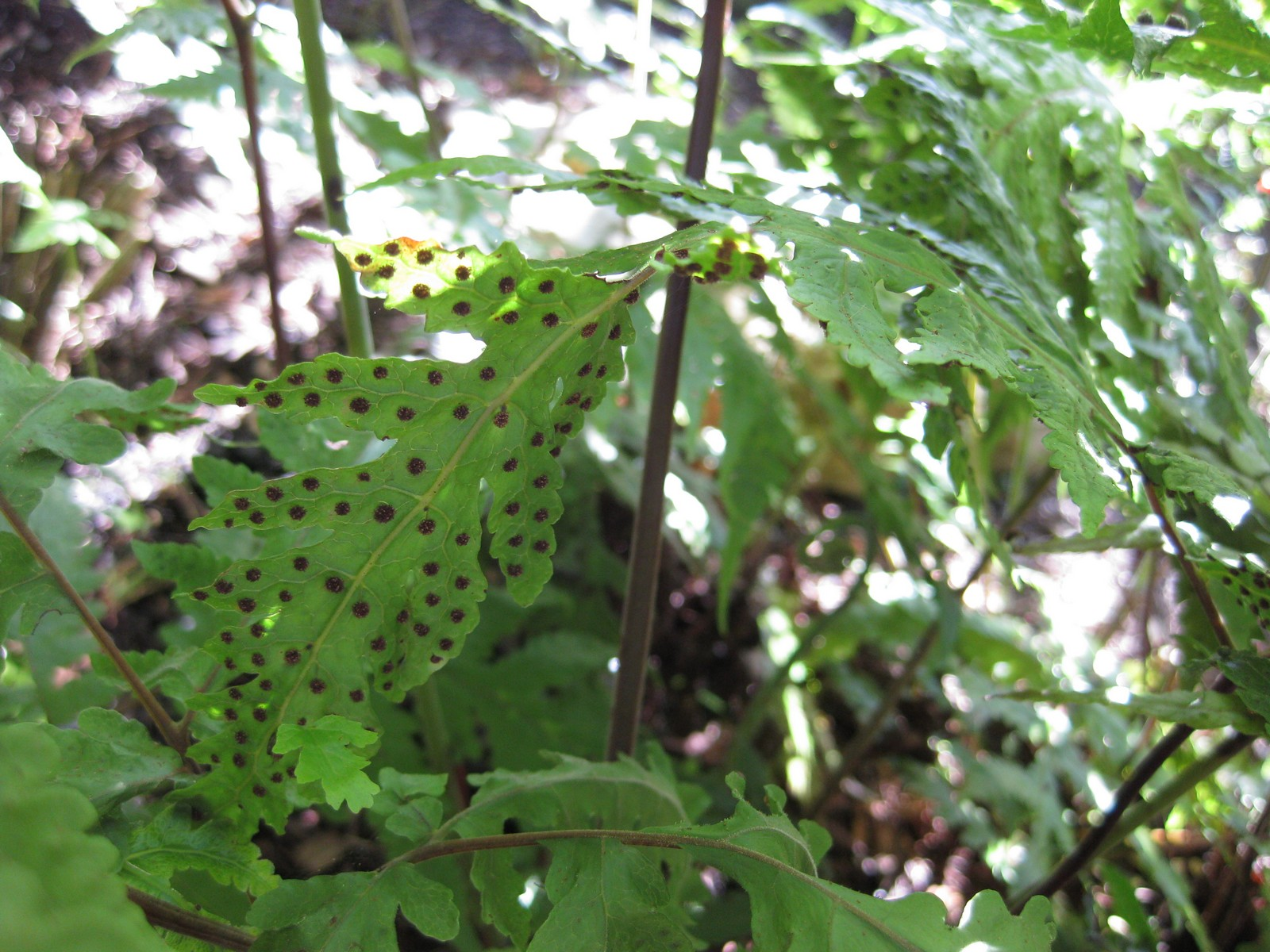
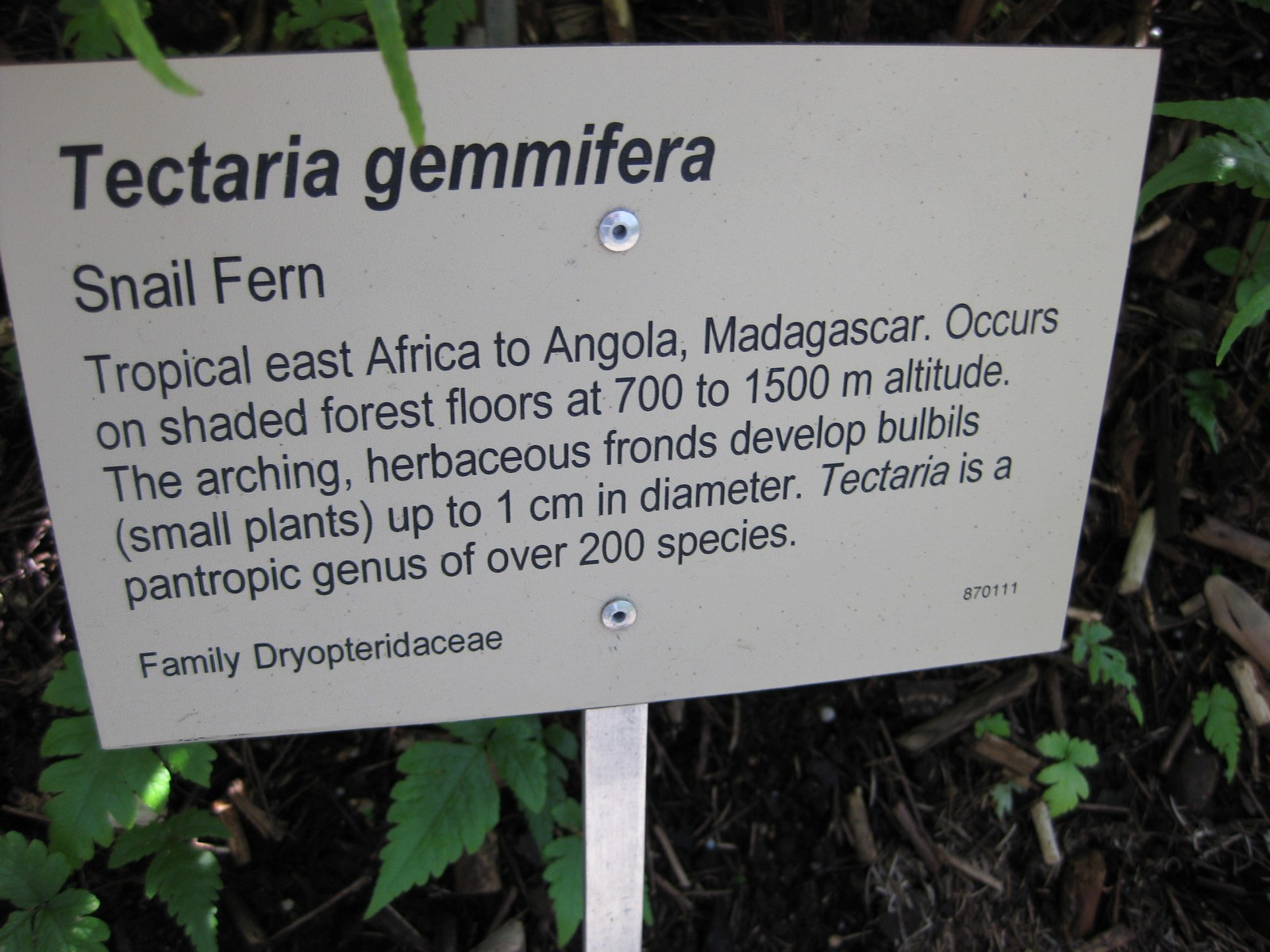
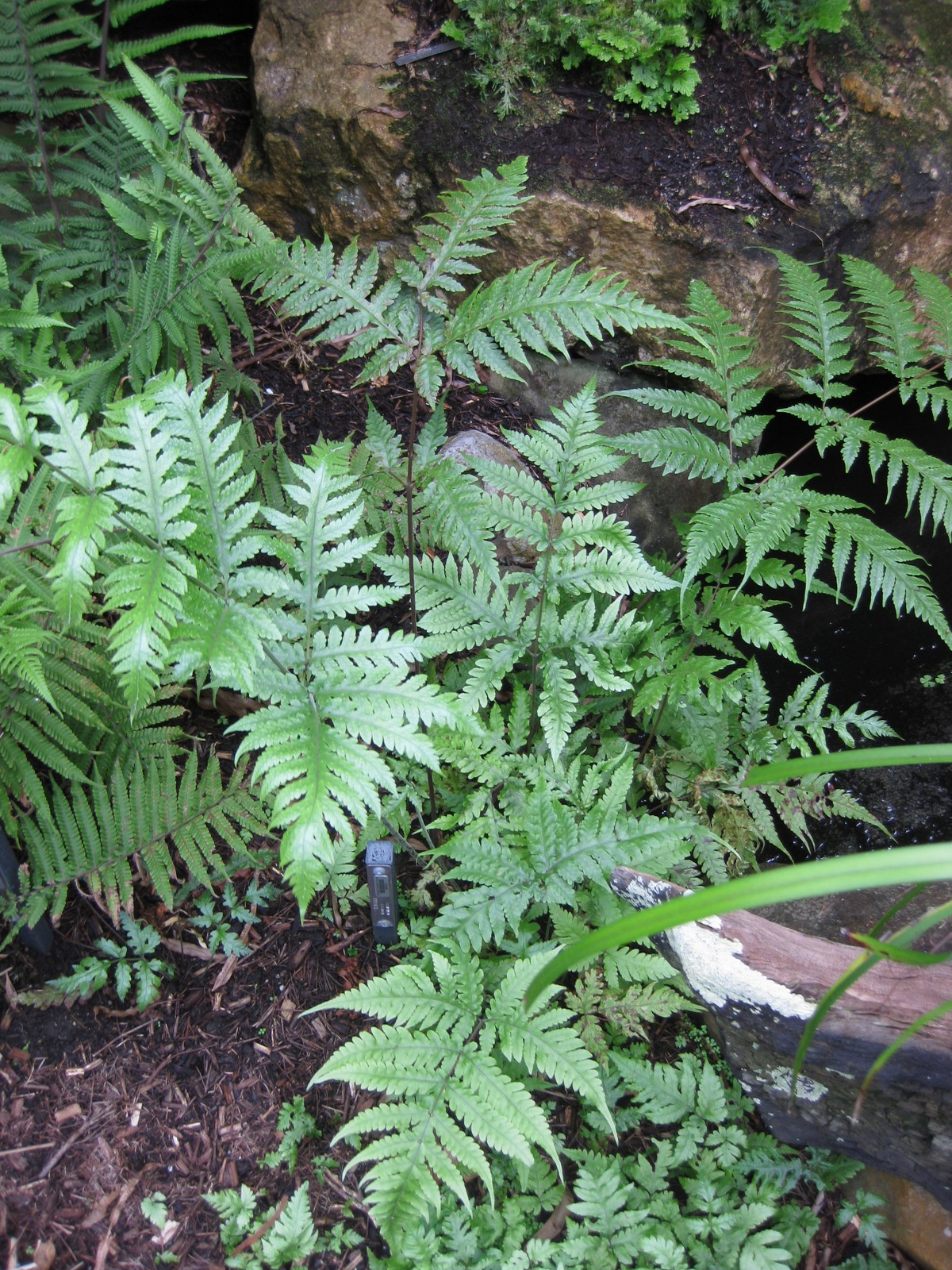